# Петрешть (Клуж)
Петрешть, Петрешті (рум. Petrești) — село у повіті Клуж в Румунії. Входить до складу комуни Мінтіу-Герлій.
Село розташоване на відстані 337 км на північний захід від Бухареста, 42 км на північний схід від Клуж-Напоки.

## Населення
За даними перепису населення 2002 року у селі проживали 267 осіб. Рідною мовою 266 осіб (99,6%) назвали румунську.
Національний склад населення села:
| Національність | Кількість осіб | Відсоток |
| -------------- | -------------- | -------- |
| румуни         | 261            | 97,8%    |
| цигани         | 5              | 1,9%     |